# XRandR
XRandR是X Rotate and Reflect Extension（改變大小與旋轉擴充）的缩写，用来在命令行界面中对Linux系统中的X Window系統的多屏幕做出一些设定的软件，能更改外接屏幕的大小、分辨率等。